# Stephan Kaluza

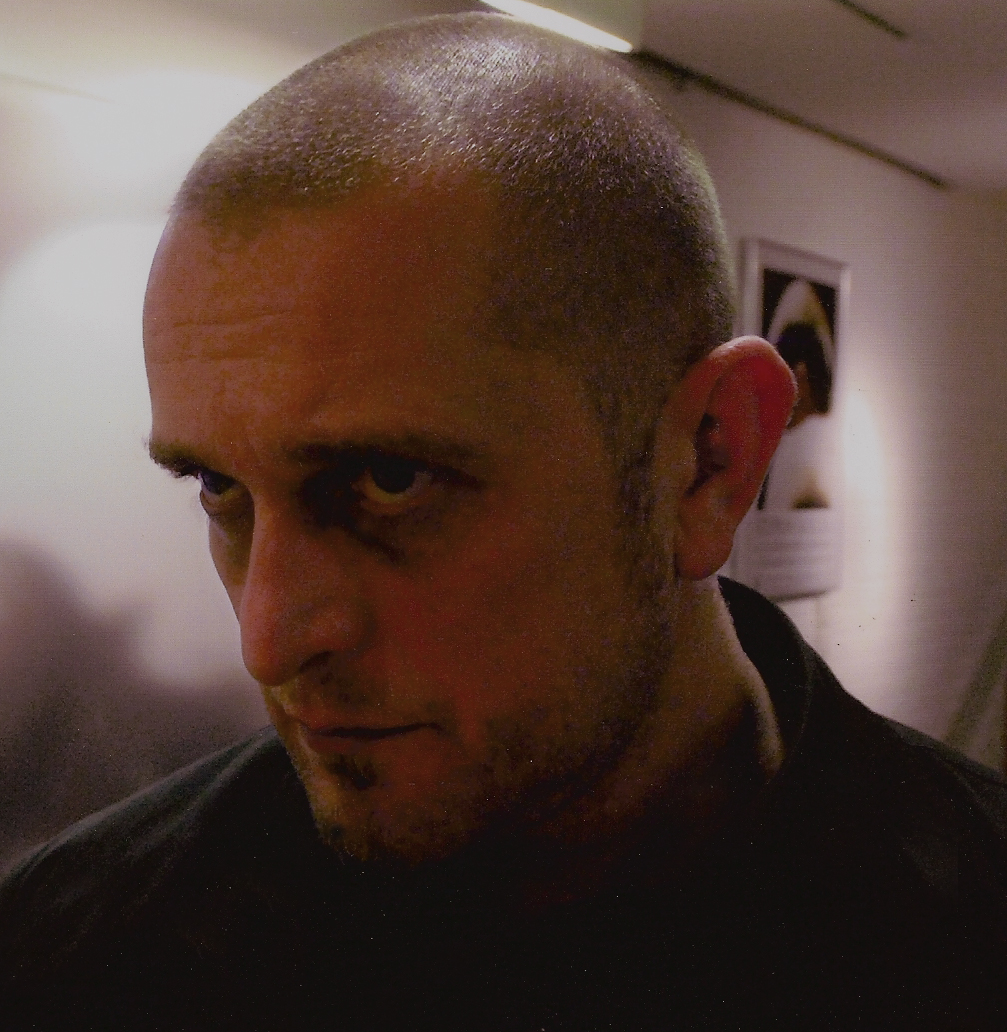
Stephan Kaluza, Düsseldorf (2008)

Stephan Kaluza (* 5. April 1964 in Bad Iburg) ist ein deutscher Fotokünstler, Maler und Autor.

## Leben
Von 1986 bis 1994 studierte Stephan Kaluza an der FH Düsseldorf bei Assmann, parallel dazu studierte er Kunstgeschichte an der Kunstakademie Düsseldorf. Anschließend ergänzte Kaluza diese Studien an der Philosophischen Fakultät der Heinrich-Heine-Universität in Düsseldorf, wo er heute auch lebt.
Ab 2004 beschäftigte Kaluza sich neben der Malerei zunehmend mit dem Medium der Fotografie; 2007 wurde das „Rhein-Projekt (complexe 1)“ publiziert. Für dieses Projekt ging der Künstler mit seinem Team während einer Zeit von 8 Monaten das gesamte Ufer des Rheins von der Quelle in der Schweiz am Badus bis zur Mündung in Hoek van Holland zu Fuß ab und fotografierte das gegenüberliegende Ufer Rheinpanorama im Minutentakt. Derart entstanden rund 35 000 Fotos, die im Anschluss zu einem singulären Bild zusammengesetzt wurden; der gesamte Fluss wurde auf diese Weise simultan visualisiert. In vergleichbarer Weise verfuhr Kaluza ein Jahr später mit der Themse und der thailändischen Inselgruppe Ko Phi Phi Don und Ko Phi Phi Leh und der bereits nicht mehr existenten Berliner Mauer.
Im gleichen Umfang entstanden zwischen 2004 und 2009 die sogenannten „Bildstücke“, – ebenso aneinandergereihte Fotos in hoher Anzahl mit der Darstellung von Theaterstücken und Performances, so zum Beispiel die 300 Meter lange Arbeit „Cages“, eine visuelle Interpretation der „Orestie“ v. Aischylos. 2012 erschien das Buch „Felder“ im Dumont-Verlag; es zeigt Aufnahmen von Schlachtfeldern in ihrem heutigen Zustand, die Bilder verweisen somit auf die vorstellbaren „Bilder hinter den Bildern“, den Reminiszenzen, die sich dem Betrachter bei Ortsbezeichnungen wie u. a. Waterloo, Verdun und Somme eröffnen.
Seit 1995 stellt Kaluza in verschiedenen Galerien seine Arbeiten aus, später folgten museale Ausstellungen, u. a. im Museum on the Seam, Jerusalem, im State Museum of Contemporary Art, Seoul, in den Kunsthallen Düsseldorf und Osnabrück sowie im Zendai Museum of Modern Art, Shanghai und im Kunstverein Bethanien, Berlin.
Seit 2006 publiziert Stephan Kaluza Theaterstücke, wie u. a. „Atlantic Zero“, „3D“, „Weil ich es kann“ und „Sand“ im Suhrkamp Verlag, Berlin. Uraufführungen dieser Stücke waren 2010 und 2011 im Schauspielhaus Düsseldorf und in der Deutschen Oper am Rhein zu sehen. Im November 2012 wurde das Kammerstück „3D“ am Staatsschauspiel Stuttgart unter der Regie von Stephan Kimmig uraufgeführt.
2013 und 2014 wurden die Romane „Geh auf Magenta“ und „30 Keller“ in der Frankfurter Verlagsanstalt verlegt. In der Bildenden Kunst, wie auch in seinem Folgeroman „Ein möglicher Ort“ beschäftigt Kaluza sich nun mit der Vergänglichkeit des Dinglichen und dem Phänomen des Idylls. 2020 wurde zudem das Sachbuch „Mechanik Sehnsucht; Kunsterzeugung und Betrachtung“ sowie der Roman „Fragmente eines Ängstlichen“ in der Berliner Edition Cantz/DCV Verlag veröffentlicht.

## Preise und Auszeichnungen
- 2005: Carl Lauterbach-Preis der Carl- und Ruth Lauterbach-Stiftung, Düsseldorf
- 2001: Carl Lauterbach-Preis der Carl- und Ruth Lauterbach-Stiftung, Düsseldorf
- 2000: George-Konell-Preis, Wiesbaden

## Teilnahmen an Biennalen
- 1997: Internationale Grafik-Biennale, Ljubljana

## Einzelausstellungen (Auswahl)
- 2020 Unruhig wandern, Osthaus Museum Hagen
- 2019 Transit, Ludwig Galerie Schloss Oberhausen (mit Dieter Nuhr)
- 2019 Kunstverein Xanten
- 2018: Demarkation / Transit, Ludwig Museum Koblenz
- 2016 12-21, Kunsthalle Düsseldorf
- 2015 Palacete das Artes Rodin Bahia, Salvador, Brasilien
- 2014 Felder, Goethe-Institut Paris
- 2014 Felder, Goethe-Institut Toulouse
- 2014: The Disappeared, Galerie Michael Schultz
- 2013: Heute Nacht von vier Uhr an, Kunsthalle Dresden, Dresden
- 2012: Developing Landscapes – Felder, Gwangju Museum of Art, Gwangju
- 2011: Stephan Kaluza. Felder, Kai 10, Arthena Foundation, Düsseldorf
- 2010: Sanatorium Gallery, Istanbul
- 2009: Das Mauerprojekt – complexe 16, Künstlerhaus Bethanien, Berlin
- 2009: Galeria Maior, Pollenca
- 2009: Bildstücke, Galerie Michael Schultz, Berlin
- 2007: Ribbentrops Living Room – complexe (3), Zendai Museum of Modern Art, Shanghai
- 2006: Park Ryu Sook Gallery, Seoul
- 2006: Art Seasons Gallery, Beijing
- 2006: Probanden, Kulturspeicher Oldenburg
- 2005: Galerie Zuid, Antwerpen
- 2005: Galeria Carmen de la Calle, Madrid
- 2003: Im grünen Garten, Galerie Michael Schultz, Berlin
- 2002: Passion, Livingstone Gallery, Den Haag
- 2001: Choices, Galerie Willy Schoots, Eindhoven
- 2001: Distanzen, Galerie Michael Schultz, Berlin

## Ausstellungsteilnahmen (Auswahl)
- 2014: THE WEEKLY SHOW, schultz contemporary, Berlin
- 2013: Salon der Gegenwart, Hamburg
- 2013: o. T. World Art Museum, Peking
- 2013: Infinity – Neoexpressionism / Contemporary Art, Zhan Zhou International Cultural and Creative Industry Park, Peking
- 2012: Visions of Paradise, Python Gallery, Zürich
- 2011: Der Dritte Raum, Kunsthalle Düsseldorf, Düsseldorf; Museum für Moderne Kunst in Warschau, Warschau
- 2011: Das Rheinprojekt – complexe 1, Arp Museum Bahnhof Rolandseck, Remagen
- 2010: The Right to Protest, Museum on the Seam, Jerusalem
- 2008: Heart Quake, Museum on the Seam, Jerusalem
- 2008: El Puente de la Vision, Museo de Bellas Arte, Santander
- 2007: Leibhaftig, Kunstverein Konstanz, Konstanz
- 2007: Auf dem Weg ins Licht. Sammlung de Knecht, Kunsthalle Rostock, Rostock
- 2006: Contemporary Art Centre, Vilnius
- 2005: Schrift, Bilder, Denken – Die Kunst der Gegenwart und Walter Benjamin, Haus am Waldsee, Berlin
- 2004: Now, Castellana Art Gallery, Madrid
- 2004: Narratives from Germany, Elizabeth Leach Gallery, Portland, Oregon
- 2004: Declaration, State Contemporary Museum of Art, Seoul
- 2004: Staatliches Museum Tivat, Tivat
- 2003: Frisch. Fromm. Fröhlich. Frei, Galerie Michael Schultz, Berlin
- 2003: Fackelherz & Falkenrot, Fackelherz & Falkenrot, Georg Kolbe Museum, Berlin
- 2002: History Revisited, Elizabeth Leach Gallery, Portland
- 1999: Lucas Cranach Stiftung, Weimar
- 1999: Russisches Museum, St. Petersburg

## Werke in Sammlungen
- Francois Pinault, Paris
- Kunstmuseum Walter, Augsburg
- Portland Museum of Contemporary Art, Portland
- Stadtmuseum Landeshauptstadt Düsseldorf
- Sammlung Dahlmann, Hamburg
- Museum on the Seam, Jerusalem
- Arp Museum Bahnhof Rolandseck, Remagen

## Veröffentlichungen

### Bildbände
- Mallorca. Eine Umrundung. Mit Beiträgen von Thomas Katzorke und Alfred Neven DuMont. Du Mont Verlag, Köln 2011, ISBN 978-3-8321-9363-8.
- Felder. Mit Beiträgen von Stephan Kaluza. Du Mont Verlag, Köln 2011, ISBN 978-3-8321-9419-2.
- Thames: From its source to the sea and back. Mit Beiträgen von Peter Vansittart. Thames & Hudson, London 2011, ISBN 978-0-500-54374-0.
- Die (unsichtbare) Mauer. Du Mont Verlag, Köln 2009, ISBN 978-3-8321-9237-2.

### Belletristik
- 30 Keller. Frankfurter Verlagsanstalt, Frankfurt am Main 2014, ISBN 978-3-627-00206-0.
- Geh auf Magenta. Frankfurter Verlagsanstalt, Frankfurt am Main 2013, ISBN 978-3-627-00199-5.[1]
- Das Buch der sinnlosen Wege. 20 Grotesken Grupello Verlag, Düsseldorf 2019, ISBN 978-3-89978-503-6.

### Hörstücke
- Atlantic Zero.,[2] 53:08 Min., Autor Stephan Kaluza, Bearbeitung und Regie Martin Heindel, Redaktion Georg Bühren, Produktion WDR 2012
- Tabledance.[3] (Fünf Gespräche fügen sich zu einem Reigen der trügerischen Hoffnungen am Rande der ganz normalen Absurdität...), 53:01  Min., Autor Stephan Kaluza, Bearbeitung und Regie Martin Heindel, Produktion WDR 2015